# Joseph Kamwendo
Joseph Kamwendo, né le 23 octobre 1986 à Blantyre, est un footballeur malawite. Il joue au poste de milieu de terrain avec l'équipe sud-africaine de Orlando Pirates.

## Buts internationaux
|    | Date        | Lieu                             | Adversaire | Résultat | Compétition                        |
| -- | ----------- | -------------------------------- | ---------- | -------- | ---------------------------------- |
| 1. | 31 mai 2008 | Kamuzu Stadium, Blantyre, Malawi | Djibouti   | 8-1      | Qualifications coupe du monde 2010 |